# Roy và Silo
Roy và Silo (sinh 1987) là hai cá thể chim cánh cụt quai mũ đực ở Sở thú Công viên Trung tâm của Thành phố New York. Vào năm 1998, các nhân viên sở thú đã ghi nhận chúng đang thực hiện các hoạt động giao phối, và một trong số chúng vào năm 1999 đã cố gắng ấp một tảng đá như thể nó là một quả trứng. Điều này đã truyền cảm hứng cho những người trông coi vườn thú khi đưa cho chúng một quả trứng từ một cặp chim cánh cụt khác, vốn không thể ấp nở trứng, dẫn đến việc cả hai cùng nuôi một cá thể chim con tên là Tango.
Bản thân Tango cũng được quan sát thấy có tình huống tương tự với những con chim cánh cụt cái khác. Roy và Silo cách xa nhau sau vài năm, và vào năm 2005, Silo kết đôi với một con chim cánh cụt cái tên là Scrappy. Câu chuyện của Roy và Silo tạo ý tưởng cho một cuốn sách thiếu nhi và đã được dựng thành một vở kịch. Hoạt động cho các cặp chim cánh cụt đực nhận nuôi trứng đã được lặp lại ở các vườn thú khác trên thế giới. Cả Tango và Roy đều đã chết.

## Lịch sử
Roy và Silo gặp nhau tại sở thú và bắt đầu mối quan hệ của mình vào năm 1998. Người ta quan sát thấy chúng đang tiến hành các hành vi giao phối đặc trưng của loài bao gồm quấn cổ và gọi bạn tình. Năm 1999, người ta quan sát thấy cặp đôi này đang cố gắng ấp một hòn đá giống như đang ấp trứng. Chúng cũng định ăn trộm trứng của các cặp chim cánh cụt khác. Khi nhân viên sở thú nhận ra rằng Roy và Silo đều là con đực, họ đã kiểm tra thêm bằng cách thay tảng đá bằng một quả trứng giả làm bằng đá và thạch cao. Vì chúng "ấp rất tốt", những người trông coi vườn thú đã nảy ra ý định đưa cho chúng quả trứng thứ hai của một cặp chim cánh cụt, vốn trước đây đã không thể ấp thành công hai quả trứng cùng một lúc. Roy và Silo đã ấp quả trứng trong 34 ngày và thêm hai tháng rưỡi để nuôi một con chim con cái khỏe mạnh tên là "Tango". Khi đến tuổi sinh sản, Tango kết đôi với một con chim cánh cụt cái khác tên là Tanuzi. Tính đến năm 2005, cả hai đã kết đôi trong hai mùa giao phối.
Ngay sau khi câu chuyện của chúng được đăng tải trên báo chí, Roy và Silo bắt đầu xa nhau sau khi có một cặp chim cánh cụt hung dữ hơn buộc chúng phải rời khỏi tổ. Năm 2005, Silo tìm được một bạn tình khác, là một con chim cái tên là Scrappy, được đưa đến từ SeaWorld Orlando vào năm 2002, trong khi Roy vẫn sống độc thân. Cả Tango và Roy đều đã chết.

## Tác động
Roy và Silo không phải là cặp chim cánh cụt đực cùng giới đầu tiên được biết đến ở New York, vì cặp chim cánh cụt tên Wendell và Cass tại Thủy cung New York đã được báo cáo trước vào năm 2002. Tuy nhiên, sự chú ý lần đầu tiên đổ dồn vào Roy và Silo sau khi The New York Times đăng một câu chuyện về chúng vào tháng 5 năm 2004. Bài báo mô tả chúng là "gay penguins" ("chim cánh cụt đồng tính") và liệt kê hai cặp chim cánh cụt khác ở New York cũng có hành vi tương tự.
Câu chuyện của Roy và Silo là nguồn cảm hứng cho hai cuốn sách thiếu nhi, And Tango Makes Three của Justin Richardson và Peter Parnell và được Henry Cole minh họa, và bản tiếng Đức Zwei Papas für Tango (Two Daddies for Tango) của Edith Schrieber-Wicke và Carola Holland. Riêng And Tango Makes Three đã gây ra tranh cãi, bị liệt vào danh sách một trong mười cuốn sách bị cấm nhiều nhất trong các thư viện công cộng và trường học trên khắp nước Mỹ trong 5 năm liên tiếp, nhưng lại trở thành sách bán chạy nhất. Roy và Silo cũng được chọn làm nhân vật trong các tác phẩm sân khấu, bao gồm vở kịch Birds of a Feather, một tác phẩm do nhân vật tự diễn về cả mối quan hệ đồng tính và dị tính, ra mắt lần đầu ở Fairfax, Virginia vào tháng 7 năm 2011 And Then Came Tango, một vở kịch/vở ballet dành cho khán giả trẻ của Emily Freeman, được công chiếu lần đầu trong Lễ hội Tác phẩm mới Cohen (Cohen New Works Festival) vào tháng 3 năm 2011 tại Đại học Texas tại Austin. The Austin Chronicle đã công nhận công trình với một giải thưởng Danh dự trong "10 kỳ quan sân khấu hàng đầu của năm 2011" (Top 10 Theatrical Wonders of 2011).
Một số nhóm đã nhảy vào cuộc chia tay của cặp đôi như một chiến thắng cho lý tưởng của họ. Warren Throckmorton, thông qua tổ chức quyền Cơ đốc Focus on the Family, cho biết: "Đối với những người đã coi Roy và Silo là hình mẫu cho tất cả chúng ta, những hành vi này chắc chắn đáng thất vọng. Một số nhà hoạt động đồng tính thực sự có thể tức giận." Người phát ngôn của Lực lượng Đặc nhiệm LGBTQ Quốc gia đã trả lời bằng cách giải thích rằng hành động của hai chú chim cánh cụt không phải là cách hay để trả lời câu hỏi liệu xu hướng tính dục là một sự lựa chọn hay một quyền bẩm sinh. Một nghiên cứu năm 2010 của Trung tâm Sinh thái Tiến hóa và Chức năng của Pháp cho thấy giao phối đồng tính ở chim cánh cụt rất phổ biến, nhưng những hành vi giao phối như vậy thường không kéo dài quá một vài năm.
Việc công khai chủ đề này đã gây ra sự phản đối kịch liệt trong cộng đồng người đồng tính nam và đồng tính nữ khi những câu chuyện được đăng tải về việc những người trông coi vườn thú buộc phải tách các cặp chim cánh cụt cùng giới. Sự suy giảm số lượng cá thể của một số loài chim cánh cụt đã góp phần dẫn đến những quyết định đó. Việc cho một cặp chim cánh cụt cùng giới nhận nuôi một quả trứng hoặc một con chim con theo cách tương tự như Roy và Silo đã được lặp đi lặp lại nhiều lần. Năm 2009, các nhân viên vườn thú ở Đức đã giao một quả trứng cho một cặp chim cánh cụt Humboldt cùng giới đực tên là Z và Vielpunkt, và chúng đã ấp trứng và nuôi chim con. Năm 2011, những người quản lý vườn thú ở Trung Quốc đã giao một chú chim con cho một cặp chim cánh cụt đực cùng giới chăm sóc sau khi rõ ràng là bố mẹ ruột của con chim con này không thể chăm sóc cả hai chim con. Năm 2018, tại Sealife Sydney ở Úc đã chứng kiến hai con chim cánh cụt Gentoo đực ấp thành công một quả trứng, sau khi thử nghiệm bằng một quả trứng giả. Năm 2020, cặp này ấp nở quả trứng thứ hai và chim con đầu tiên của chúng cũng có con của riêng mình. Sở thú Công viên Trung tâm cũng có các cặp cùng giới khác, với một cặp đồng tính nam (tên là Squawk và Milo) và một cặp đồng tính nữ (tên là Georgey và Mickey) đang thực hiện hành vi tán tỉnh. Năm 2014, những người trông coi vườn thú tại Công viên động vật hoang dã Wingham, ở Kent, Vương quốc Anh, đã giao một quả trứng bị mẹ nó bỏ rơi sau khi chim bố từ chối giúp ấp nó cho một cặp chim cánh cụt Humboldt cùng giới đực tên là Jumbs và Kermit. Chủ sở hữu công viên đã tuyên bố trong một cuộc phỏng vấn của BBC: "Hai con chim này cho đến nay đã được chứng minh là hai trong số những chim cánh cụt bố mẹ tốt nhất mà chúng tôi từng có."